# Interlands Portugees voetbalelftal 2010-2019
Deze pagina toont een chronologisch en gedetailleerd overzicht van de interlands die het Portugees voetbalelftal speelde in de periode 2010 – 2019.

## Interlands

### 2010
|                                                              |                              |       |       |                                                                                    |
| 3 maart Vriendschappelijk № 497 «onderlinge duels» 21:45 uur | Portugal                     | 2 – 0 | China | Estádio Cidade, Coimbra Toeschouwers: 20.000 Scheidsrechter: Djamel Haimoudi (ALG) |
| 3 maart Vriendschappelijk № 497 «onderlinge duels» 21:45 uur | Hugo Almeida 35' Liédson 90' |       |       | Estádio Cidade, Coimbra Toeschouwers: 20.000 Scheidsrechter: Djamel Haimoudi (ALG) |

|                                                             |          |       |            |                                                                                          |
| 24 mei Vriendschappelijk № 498 «onderlinge duels» 20:30 uur | Portugal | 0 – 0 | Kaapverdië | Complexo Desportivo, Covilhã Toeschouwers: 2.000 Scheidsrechter: Carlos Clos Gómez (ESP) |
| 24 mei Vriendschappelijk № 498 «onderlinge duels» 20:30 uur |          |       |            | Complexo Desportivo, Covilhã Toeschouwers: 2.000 Scheidsrechter: Carlos Clos Gómez (ESP) |

|                                                             |                                 |       |                 |                                                                                        |
| 1 juni Vriendschappelijk № 499 «onderlinge duels» 20:30 uur | Portugal                        | 3 – 1 | Kameroen        | Complexo Desportivo, Covilhã Toeschouwers: 12.000 Scheidsrechter: Michael Weiner (GER) |
| 1 juni Vriendschappelijk № 499 «onderlinge duels» 20:30 uur | Raul Meireles 32', 47' Nani 81' |       | 69' Pierre Webó | Complexo Desportivo, Covilhã Toeschouwers: 12.000 Scheidsrechter: Michael Weiner (GER) |

|                                                             |            |                                             |          |                                                                                                 |
| 8 juni Vriendschappelijk № 499 «onderlinge duels» 16:30 uur | Mozambique | 0 – 3                                       | Portugal | BIDVest Wanderers Stadium, Johannesburg Toeschouwers: 28.000 Scheidsrechter: Matthew Dyer (RSA) |
| 8 juni Vriendschappelijk № 499 «onderlinge duels» 16:30 uur |            | 53' Danny 75' Hugo Almeida 83' Hugo Almeida |          | BIDVest Wanderers Stadium, Johannesburg Toeschouwers: 28.000 Scheidsrechter: Matthew Dyer (RSA) |

| WK voetbal 2010 |
| --------------- |

|                                                            |           |       |          | |
| 15 juni WK 2010 Groep G № 501 «onderlinge duels» 16:00 uur | Ivoorkust | 0 – 0 | Portugal | Nelson Mandelabaaistadion, Port Elizabeth Toeschouwers: 62.955 Scheidsrechter: Jorge Larrionda (URU) |
| 15 juni WK 2010 Groep G № 501 «onderlinge duels» 16:00 uur |           |       |          | Nelson Mandelabaaistadion, Port Elizabeth Toeschouwers: 62.955 Scheidsrechter: Jorge Larrionda (URU) |

|                                                            | |       |             |                                                                                  |
| 21 juni WK 2010 Groep G № 502 «onderlinge duels» 13:30 uur | Portugal                                                                                                   | 7 – 0 | Noord-Korea | Groenpuntstadion, Kaapstad Toeschouwers: 63.644 Scheidsrechter: Pablo Pozo (CHI) |
| 21 juni WK 2010 Groep G № 502 «onderlinge duels» 13:30 uur | Raul Meireles 28' Simão Sabrosa 53' Hugo Almeida 56' Tiago 60' Liédson 81' Cristiano Ronaldo 88' Tiago 89' |       |             | Groenpuntstadion, Kaapstad Toeschouwers: 63.644 Scheidsrechter: Pablo Pozo (CHI) |

|                                                            |          |       |          |                                                                                          |
| 25 juni WK 2010 Groep G № 503 «onderlinge duels» 16:00 uur | Brazilië | 0 – 0 | Portugal | Moses Mabhidastadion, Durban Toeschouwers: 62.712 Scheidsrechter: Benito Archundia (MEX) |
| 25 juni WK 2010 Groep G № 503 «onderlinge duels» 16:00 uur |          |       |          | Moses Mabhidastadion, Durban Toeschouwers: 62.712 Scheidsrechter: Benito Archundia (MEX) |

|                                                                   |          |                 |        |                                                                                       |
| 29 juni WK 2010 Achtste finale № 504 «onderlinge duels» 20:30 uur | Portugal | 0 – 1           | Spanje | Groenpuntstadion, Kaapstad Toeschouwers: 62.955 Scheidsrechter: Héctor Baldassi (ARG) |
| 29 juni WK 2010 Achtste finale № 504 «onderlinge duels» 20:30 uur |          | 63' David Villa |        | Groenpuntstadion, Kaapstad Toeschouwers: 62.955 Scheidsrechter: Héctor Baldassi (ARG) |

|  |  |  |  |  |  |  |  |  |

|                                                                        |                                                           |       |                                                                                       |                                                                                                   |
| 3 september EK-kwalificatie Groep H № 505 «onderlinge duels» 20:45 uur | Portugal                                                  | 4 – 4 | Cyprus                                                                                | Estádio D. Afonso Henriques, Guimarães Toeschouwers: 9.100 Scheidsrechter: Mark Clattenburg (ENG) |
| 3 september EK-kwalificatie Groep H № 505 «onderlinge duels» 20:45 uur | Hugo Almeida 8' Raul Meireles 29' Danny 51' Fernandes 60' |       | 3' Eustathios Aloneftis 11' Mihalis Konstantinou 57' Giannis Okkas 89' Andreas Avraam | Estádio D. Afonso Henriques, Guimarães Toeschouwers: 9.100 Scheidsrechter: Mark Clattenburg (ENG) |

|                                                                        |                    |       |          |                                                                                  |
| 7 september EK-kwalificatie Groep H № 506 «onderlinge duels» 20:30 uur | Noorwegen          | 1 – 0 | Portugal | Ullevaalstadion, Oslo Toeschouwers: 24.535 Scheidsrechter: Laurent Duhamel (FRA) |
| 7 september EK-kwalificatie Groep H № 506 «onderlinge duels» 20:30 uur | Erik Huseklepp 21' |       |          | Ullevaalstadion, Oslo Toeschouwers: 24.535 Scheidsrechter: Laurent Duhamel (FRA) |

|                                                                      |                                         |       |                             |                                                                                    |
| 8 oktober EK-kwalificatie Groep H № 507 «onderlinge duels» 20:45 uur | Portugal                                | 3 – 1 | Denemarken                  | Estádio do Dragão, Porto Toeschouwers: 24.054 Scheidsrechter: Eric Braamhaar (NED) |
| 8 oktober EK-kwalificatie Groep H № 507 «onderlinge duels» 20:45 uur | Nani 29' Nani 31' Cristiano Ronaldo 85' |       | 79' (e.d.) Ricardo Carvalho | Estádio do Dragão, Porto Toeschouwers: 24.054 Scheidsrechter: Eric Braamhaar (NED) |

|                                                                       |                     |       |                                                           |                                                                                        |
| 12 oktober EK-kwalificatie Groep H № 508 «onderlinge duels» 20:45 uur | IJsland             | 1 – 3 | Portugal                                                  | Laugardalsvöllur, Reykjavík Toeschouwers: 9.767 Scheidsrechter: Thomas Einwaller (AUT) |
| 12 oktober EK-kwalificatie Groep H № 508 «onderlinge duels» 20:45 uur | Heiðar Helguson 17' |       | 3' Cristiano Ronaldo 27' Raul Meireles 72' Hélder Postiga | Laugardalsvöllur, Reykjavík Toeschouwers: 9.767 Scheidsrechter: Thomas Einwaller (AUT) |

|                                                                  |                                                                           |       |        |                                                                                     |
| 17 november Vriendschappelijk № 509 «onderlinge duels» 21:00 uur | Portugal                                                                  | 4 – 0 | Spanje | Estádio da Luz, Lissabon Toeschouwers: 66.500 Scheidsrechter: Anthony Gautier (FRA) |
| 17 november Vriendschappelijk № 509 «onderlinge duels» 21:00 uur | Carlos Martins 45' Hélder Postiga 49' Hélder Postiga 68' Hugo Almeida 90' |       |        | Estádio da Luz, Lissabon Toeschouwers: 66.500 Scheidsrechter: Anthony Gautier (FRA) |

### 2011
|                                                                 |                                            |       |                       |                                                                                   |
| 9 februari Vriendschappelijk № 510 «onderlinge duels» 20:00 uur | Argentinië                                 | 2 – 1 | Portugal              | Stade de Genève, Lancy Toeschouwers: 30.000 Scheidsrechter: Massimo Busacca (SUI) |
| 9 februari Vriendschappelijk № 510 «onderlinge duels» 20:00 uur | Ángel Di María 14' Lionel Messi 90' (pen.) |       | 21' Cristiano Ronaldo | Stade de Genève, Lancy Toeschouwers: 30.000 Scheidsrechter: Massimo Busacca (SUI) |

|                                                               |                      |       |                      |                                                                                            |
| 26 maart Vriendschappelijk № 511 «onderlinge duels» 21:45 uur | Portugal             | 1 – 1 | Chili                | Estádio Dr. Magalhães Pessoa, Leiria Toeschouwers: 10.694 Scheidsrechter: Kevin Blom (NED) |
| 26 maart Vriendschappelijk № 511 «onderlinge duels» 21:45 uur | Silvestre Varela 16' |       | 42' Matías Fernández | Estádio Dr. Magalhães Pessoa, Leiria Toeschouwers: 10.694 Scheidsrechter: Kevin Blom (NED) |

|                                                               |                                   |       |         |                                                                                     |
| 29 maart Vriendschappelijk № 512 «onderlinge duels» 20:45 uur | Portugal                          | 2 – 0 | Finland | Estádio Municipal, Aveiro Toeschouwers: 13.737 Scheidsrechter: Stéphan Studer (SUI) |
| 29 maart Vriendschappelijk № 512 «onderlinge duels» 20:45 uur | Rúben Micael 10' Rúben Micael 71' |       |         | Estádio Municipal, Aveiro Toeschouwers: 13.737 Scheidsrechter: Stéphan Studer (SUI) |

|                                                                   |                    |       |           |                                                                                  |
| 4 juni EK-kwalificatie Groep H № 513 «onderlinge duels» 19:00 uur | Portugal           | 1 – 0 | Noorwegen | Estádio da Luz, Lissabon Toeschouwers: 47.829 Scheidsrechter: Cüneyt Çakır (TUR) |
| 4 juni EK-kwalificatie Groep H № 513 «onderlinge duels» 19:00 uur | Hélder Postiga 53' |       |           | Estádio da Luz, Lissabon Toeschouwers: 47.829 Scheidsrechter: Cüneyt Çakır (TUR) |

|                                                                  |                                                                                               |       |           |                                                                                       |
| 10 augustus Vriendschappelijk № 514 «onderlinge duels» 21:00 uur | Portugal                                                                                      | 5 – 0 | Luxemburg | Estádio Algarve, Loulé Toeschouwers: 21.283 Scheidsrechter: Antonio Mateu Lahoz (ESP) |
| 10 augustus Vriendschappelijk № 514 «onderlinge duels» 21:00 uur | Hélder Postiga 26' Cristiano Ronaldo 44' Fábio Coentrão 47' Hugo Almeida 59' Hugo Almeida 73' |       |           | Estádio Algarve, Loulé Toeschouwers: 21.283 Scheidsrechter: Antonio Mateu Lahoz (ESP) |

|                                                                        |        |                                                                                 |          |                                                                                 |
| 2 september EK-kwalificatie Groep H № 515 «onderlinge duels» 20:45 uur | Cyprus | 0 – 4                                                                           | Portugal | GSP-stadion, Nicosia Toeschouwers: 15.444 Scheidsrechter: Gianluca Rocchi (ITA) |
| 2 september EK-kwalificatie Groep H № 515 «onderlinge duels» 20:45 uur |        | 35' (pen.) Cristiano Ronaldo 82' Cristiano Ronaldo 84' Hugo Almeida 90+2' Danny |          | GSP-stadion, Nicosia Toeschouwers: 15.444 Scheidsrechter: Gianluca Rocchi (ITA) |

|                                                                      |                                                                   |       |                                                                               |                                                                                 |
| 7 oktober EK-kwalificatie Groep H № 516 «onderlinge duels» 21:00 uur | Portugal                                                          | 5 – 3 | IJsland                                                                       | Estádio do Dragão, Porto Toeschouwers: 35.715 Scheidsrechter: Bas Nijhuis (NED) |
| 7 oktober EK-kwalificatie Groep H № 516 «onderlinge duels» 21:00 uur | Nani 13' Nani 21' Hélder Postiga 44' João Moutinho 81' Eliseu 87' |       | 48' Hallgrímur Jónasson 68' Hallgrímur Jónasson 90+4' (pen.) Gylfi Sigurðsson | Estádio do Dragão, Porto Toeschouwers: 35.715 Scheidsrechter: Bas Nijhuis (NED) |

|                                                                       |                                              |       |                       |                                                                              |
| 11 oktober EK-kwalificatie Groep H № 517 «onderlinge duels» 19:15 uur | Denemarken                                   | 2 – 1 | Portugal              | Parken, Kopenhagen Toeschouwers: 38.010 Scheidsrechter: Nicola Rizzoli (ITA) |
| 11 oktober EK-kwalificatie Groep H № 517 «onderlinge duels» 19:15 uur | Michael Krohn-Dehli 13' Nicklas Bendtner 63' |       | 90' Cristiano Ronaldo | Parken, Kopenhagen Toeschouwers: 38.010 Scheidsrechter: Nicola Rizzoli (ITA) |

|                                                                          |                 |       |          |                                                                             |
| 11 november EK-kwalificatie Play-offs № 518 «onderlinge duels» 19:00 uur | Bosnië en Herz. | 0 – 0 | Portugal | Bilino Polje, Zenica Toeschouwers: 15.292 Scheidsrechter: Howard Webb (ENG) |
| 11 november EK-kwalificatie Play-offs № 518 «onderlinge duels» 19:00 uur |                 |       |          | Bilino Polje, Zenica Toeschouwers: 15.292 Scheidsrechter: Howard Webb (ENG) |

|                                                                          | |       |                                               |                                                                                    |
| 15 november EK-kwalificatie Play-offs № 519 «onderlinge duels» 21:00 uur | Portugal | 6 – 2 | Bosnië en Her.                                | Estádio da Luz, Lissabon Toeschouwers: 45.000 Scheidsrechter: Wolfgang Stark (GER) |
| 15 november EK-kwalificatie Play-offs № 519 «onderlinge duels» 21:00 uur | Cristiano Ronaldo 8' Nani 24' Cristiano Ronaldo 53' Hélder Postiga 72' Miguel Veloso 80' Hélder Postiga 82' |       | 41' (pen.) Zvjezdan Misimović 65' Emir Spahić | Estádio da Luz, Lissabon Toeschouwers: 45.000 Scheidsrechter: Wolfgang Stark (GER) |

### 2012
|                                                                  |       |       |          |                                                                                   |
| 29 februari Vriendschappelijk № 520 «onderlinge duels» 19:45 uur | Polen | 0 – 0 | Portugal | Nationaal Stadion, Warschau Toeschouwers: 45.000 Scheidsrechter: Alon Yefet (ISR) |
| 29 februari Vriendschappelijk № 520 «onderlinge duels» 19:45 uur |       |       |          | Nationaal Stadion, Warschau Toeschouwers: 45.000 Scheidsrechter: Alon Yefet (ISR) |

|                                                             |          |       |           |                                                                                            |
| 26 mei Vriendschappelijk № 521 «onderlinge duels» 20:00 uur | Portugal | 0 – 0 | Macedonië | Estádio Dr. Magalhães Pessoa, Leiria Toeschouwers: 19.323 Scheidsrechter: Alan Kelly (IRL) |
| 26 mei Vriendschappelijk № 521 «onderlinge duels» 20:00 uur |          |       |           | Estádio Dr. Magalhães Pessoa, Leiria Toeschouwers: 19.323 Scheidsrechter: Alan Kelly (IRL) |

|                                                             |          |       |                                               |                                                                                    |
| 2 juni Vriendschappelijk № 522 «onderlinge duels» 20:45 uur | Portugal | 1 – 3 | Turkije                                       | Estádio da Luz, Lissabon Toeschouwers: 62.000 Scheidsrechter: Stéphan Studer (SUI) |
| 2 juni Vriendschappelijk № 522 «onderlinge duels» 20:45 uur | Nani 57' |       | 35' Umut Bulut 52' Umut Bulut 88' (e.d.) Pepe | Estádio da Luz, Lissabon Toeschouwers: 62.000 Scheidsrechter: Stéphan Studer (SUI) |

| EK voetbal 2012 |
| --------------- |

|                                                                |                 |       |          |                                                                             |
| 9 juni EK-eindronde Groep B № 523 «onderlinge duels» 20:45 uur | Duitsland       | 1 – 0 | Portugal | Arena Lviv, Lviv Toeschouwers: 32.990 Scheidsrechter: Stéphane Lannoy (FRA) |
| 9 juni EK-eindronde Groep B № 523 «onderlinge duels» 20:45 uur | Mario Gómez 72' |       |          | Arena Lviv, Lviv Toeschouwers: 32.990 Scheidsrechter: Stéphane Lannoy (FRA) |

|                                                                 |                                           |       |                                                  |                                                                           |
| 13 juni EK-eindronde Groep B № 524 «onderlinge duels» 19:00 uur | Denemarken                                | 2 – 3 | Portugal                                         | Arena Lviv, Lviv Toeschouwers: 31.840 Scheidsrechter: Craig Thomson (SCO) |
| 13 juni EK-eindronde Groep B № 524 «onderlinge duels» 19:00 uur | Nicklas Bendtner 41' Nicklas Bendtner 80' |       | 24' Pepe 36' Hélder Postiga 87' Silvestre Varela | Arena Lviv, Lviv Toeschouwers: 31.840 Scheidsrechter: Craig Thomson (SCO) |

|                                                                 |                          |       |                                             |                                                                                    |
| 17 juni EK-eindronde Groep B № 525 «onderlinge duels» 20:45 uur | Nederland                | 1 – 2 | Portugal                                    | Metaliststadion, Charkov Toeschouwers: 37.445 Scheidsrechter: Nicola Rizzoli (ITA) |
| 17 juni EK-eindronde Groep B № 525 «onderlinge duels» 20:45 uur | Rafael van der Vaart 11' |       | 28' Cristiano Ronaldo 74' Cristiano Ronaldo | Metaliststadion, Charkov Toeschouwers: 37.445 Scheidsrechter: Nicola Rizzoli (ITA) |

|                                                                     |          |                       |          |                                                                                    |
| 21 juni EK-eindronde Kwartfinale № 526 «onderlinge duels» 20:45 uur | Tsjechië | 0 – 1                 | Portugal | Nationaal Stadion, Warschau Toeschouwers: 55.590 Scheidsrechter: Howard Webb (ENG) |
| 21 juni EK-eindronde Kwartfinale № 526 «onderlinge duels» 20:45 uur |          | 79' Cristiano Ronaldo |          | Nationaal Stadion, Warschau Toeschouwers: 55.590 Scheidsrechter: Howard Webb (ENG) |

|                                                                 |                                     |              |                                                                    |                                                                               |
| 27 juni EK 2012 Halve finale № 527 «onderlinge duels» 20:45 uur | Portugal                            | 0 – 0 (n.v.) | Spanje                                                             | Donbas Arena, Donetsk Toeschouwers: 48.000 Scheidsrechter: Cüneyt Çakır (TUR) |
| 27 juni EK 2012 Halve finale № 527 «onderlinge duels» 20:45 uur |                                     |              |                                                                    | Donbas Arena, Donetsk Toeschouwers: 48.000 Scheidsrechter: Cüneyt Çakır (TUR) |
| 27 juni EK 2012 Halve finale № 527 «onderlinge duels» 20:45 uur | Strafschoppen                       |              |                                                                    | Donbas Arena, Donetsk Toeschouwers: 48.000 Scheidsrechter: Cüneyt Çakır (TUR) |
| 27 juni EK 2012 Halve finale № 527 «onderlinge duels» 20:45 uur | João Moutinho Pepe Nani Bruno Alves | 2 – 4        | Xabi Alonso Andrés Iniesta Gerard Piqué Sergio Ramos Cesc Fàbregas | Donbas Arena, Donetsk Toeschouwers: 48.000 Scheidsrechter: Cüneyt Çakır (TUR) |

|  |  |  |  |  |  |  |  |  |

|                                                                  |                                           |       |        |                                                                                         |
| 15 augustus Vriendschappelijk № 528 «onderlinge duels» 21:00 uur | Portugal                                  | 2 – 0 | Panama | Estádio Algarve, Loulé Toeschouwers: 24.181 Scheidsrechter: César Muñiz Fernández (ESP) |
| 15 augustus Vriendschappelijk № 528 «onderlinge duels» 21:00 uur | Nélson Oliveira 30' Cristiano Ronaldo 51' |       |        | Estádio Algarve, Loulé Toeschouwers: 24.181 Scheidsrechter: César Muñiz Fernández (ESP) |

|                                                                        |                    |       |                                          |                                                                                       |
| 7 september WK-kwalificatie Groep F № 528 «onderlinge duels» 19:45 uur | Luxemburg          | 1 – 2 | Portugal                                 | Stade Josy Barthel, Luxemburg Toeschouwers: 1.500 Scheidsrechter: Kristo Tohver (EST) |
| 7 september WK-kwalificatie Groep F № 528 «onderlinge duels» 19:45 uur | Daniel da Mota 14' |       | 27' Cristiano Ronaldo 54' Hélder Postiga | Stade Josy Barthel, Luxemburg Toeschouwers: 1.500 Scheidsrechter: Kristo Tohver (EST) |

|                                                                         |                                                         |       |              |                                                                                      |
| 11 september WK-kwalificatie Groep F № 530 «onderlinge duels» 21:15 uur | Portugal                                                | 3 – 0 | Azerbeidzjan | Estádio Municipal, Braga Toeschouwers: 29.972 Scheidsrechter: Szymon Marciniak (POL) |
| 11 september WK-kwalificatie Groep F № 530 «onderlinge duels» 21:15 uur | Silvestre Varela 64' Hélder Postiga 85' Bruno Alves 88' |       |              | Estádio Municipal, Braga Toeschouwers: 29.972 Scheidsrechter: Szymon Marciniak (POL) |

|                                                                       |                        |       |          |                                                                                              |
| 12 oktober WK-kwalificatie Groep F № 531 «onderlinge duels» 17:00 uur | Rusland                | 1 – 0 | Portugal | Olympisch Stadion Loezjniki, Moskou Toeschouwers: 70.000 Scheidsrechter: Viktor Kassai (HUN) |
| 12 oktober WK-kwalificatie Groep F № 531 «onderlinge duels» 17:00 uur | Aleksandr Kerzjakov 6' |       |          | Olympisch Stadion Loezjniki, Moskou Toeschouwers: 70.000 Scheidsrechter: Viktor Kassai (HUN) |

|                                                                       |                    |       |                  |                                                                                       |
| 16 oktober WK-kwalificatie Groep F № 532 «onderlinge duels» 21:45 uur | Portugal           | 1 – 1 | Noord-Ierland    | Estádio do Dragão, Porto Toeschouwers: 48.711 Scheidsrechter: Thorsten Kinhöfer (GER) |
| 16 oktober WK-kwalificatie Groep F № 532 «onderlinge duels» 21:45 uur | Hélder Postiga 79' |       | 30' Niall McGinn | Estádio do Dragão, Porto Toeschouwers: 48.711 Scheidsrechter: Thorsten Kinhöfer (GER) |

|                                                                  |                                               |       |                                   |                                                                                        |
| 14 november Vriendschappelijk № 533 «onderlinge duels» 20:30 uur | Gabon                                         | 2 – 2 | Portugal                          | Stade d'Angondjé, Libreville Toeschouwers: 20.000 Scheidsrechter: Joseph Lamptey (GHA) |
| 14 november Vriendschappelijk № 533 «onderlinge duels» 20:30 uur | Lévy Madinda 32' (pen.) André Poko 70' (pen.) |       | 35' (pen.) Pizzi 60' Hugo Almeida | Stade d'Angondjé, Libreville Toeschouwers: 20.000 Scheidsrechter: Joseph Lamptey (GHA) |

### 2013
|                                                                 |                                          |       |                                                                | |
| 6 februari Vriendschappelijk № 534 «onderlinge duels» 21:45 uur | Portugal                                 | 2 – 3 | Ecuador                                                        | Estádio D. Afonso Henriques, Guimarães Toeschouwers: 20.288 Scheidsrechter: Marijo Strahonja (CRO) |
| 6 februari Vriendschappelijk № 534 «onderlinge duels» 21:45 uur | Cristiano Ronaldo 23' Hélder Postiga 60' |       | 2' Antonio Valencia 61' (e.d.) João Pereira 70' Felipe Caicedo | Estádio D. Afonso Henriques, Guimarães Toeschouwers: 20.288 Scheidsrechter: Marijo Strahonja (CRO) |

|                                                                     |                                                     |       |                                                        |                                                                                        |
| 22 maart WK-kwalificatie Groep F № 535 «onderlinge duels» 13:45 uur | Israël                                              | 3 – 3 | Portugal                                               | Ramat Ganstadion, Ramat Gan Toeschouwers: 41.583 Scheidsrechter: Stéphane Lannoy (FRA) |
| 22 maart WK-kwalificatie Groep F № 535 «onderlinge duels» 13:45 uur | Tomer Hemed 24' Eden Ben Basat 40' Rami Gershon 70' |       | 2' Bruno Alves 72' Hélder Postiga 90+3' Fábio Coentrão | Ramat Ganstadion, Ramat Gan Toeschouwers: 41.583 Scheidsrechter: Stéphane Lannoy (FRA) |

|                                                                     |              |                                  |          |                                                                                          |
| 26 maart WK-kwalificatie Groep F № 536 «onderlinge duels» 20:00 uur | Azerbeidzjan | 0 – 2                            | Portugal | Tofikh Bakhramovstadion, Bakoe Toeschouwers: 30.000 Scheidsrechter: Andre Marriner (ENG) |
| 26 maart WK-kwalificatie Groep F № 536 «onderlinge duels» 20:00 uur |              | 64' Bruno Alves 79' Hugo Almeida |          | Tofikh Bakhramovstadion, Bakoe Toeschouwers: 30.000 Scheidsrechter: Andre Marriner (ENG) |

|                                                                   |                    |       |         |                                                                                   |
| 7 juni WK-kwalificatie Groep F № 537 «onderlinge duels» 21:45 uur | Portugal           | 1 – 0 | Rusland | Estádio da Luz, Lissabon Toeschouwers: 54.600 Scheidsrechter: Damir Skomina (SLO) |
| 7 juni WK-kwalificatie Groep F № 537 «onderlinge duels» 21:45 uur | Hélder Postiga 90' |       |         | Estádio da Luz, Lissabon Toeschouwers: 54.600 Scheidsrechter: Damir Skomina (SLO) |

|                                                              |         |                       |          |                                                                                   |
| 10 juni Vriendschappelijk № 538 «onderlinge duels» 19:30 uur | Kroatië | 0 – 1                 | Portugal | Stade de Genève, Genève Toeschouwers: 13.000 Scheidsrechter: Stéphan Studer (SUI) |
| 10 juni Vriendschappelijk № 538 «onderlinge duels» 19:30 uur |         | 36' Cristiano Ronaldo |          | Stade de Genève, Genève Toeschouwers: 13.000 Scheidsrechter: Stéphan Studer (SUI) |

|                                                                  |                       |       |                     |                                                                                   |
| 14 augustus Vriendschappelijk № 539 «onderlinge duels» 20:30 uur | Portugal              | 1 – 1 | Nederland           | Estádio Algarve, Loulé Toeschouwers: 29.021 Scheidsrechter: Paolo Mazzoleni (ITA) |
| 14 augustus Vriendschappelijk № 539 «onderlinge duels» 20:30 uur | Cristiano Ronaldo 87' |       | 17' Kevin Strootman | Estádio Algarve, Loulé Toeschouwers: 29.021 Scheidsrechter: Paolo Mazzoleni (ITA) |

|                                                                        |                                   |       |                                                                                   |                                                                                 |
| 6 september WK-kwalificatie Groep F № 540 «onderlinge duels» 20:45 uur | Noord-Ierland                     | 2 – 4 | Portugal                                                                          | Windsor Park, Belfast Toeschouwers: 12.001 Scheidsrechter: Danny Makkelie (NED) |
| 6 september WK-kwalificatie Groep F № 540 «onderlinge duels» 20:45 uur | Gareth McAuley 36' Jamie Ward 52' |       | 21' Bruno Alves 68' Cristiano Ronaldo 77' Cristiano Ronaldo 83' Cristiano Ronaldo | Windsor Park, Belfast Toeschouwers: 12.001 Scheidsrechter: Danny Makkelie (NED) |

|                                                                   |                                    |       |                   |                                                                                     |
| 10 september Vriendschappelijk № 541 «onderlinge duels» 20:00 uur | Brazilië                           | 3 – 1 | Portugal          | Gillette Stadium, Foxborough Toeschouwers: 62.310 Scheidsrechter: Juan Guzman (USA) |
| 10 september Vriendschappelijk № 541 «onderlinge duels» 20:00 uur | Thiago Silva 24' Neymar 34' Jô 49' |       | 18' Raul Meireles | Gillette Stadium, Foxborough Toeschouwers: 62.310 Scheidsrechter: Juan Guzman (USA) |

|                                                                       |                   |       |                    |                                                                                             |
| 11 oktober WK-kwalificatie Groep F № 542 «onderlinge duels» 20:45 uur | Portugal          | 1 – 1 | Israël             | Estádio José Alvalade, Lissabon Toeschouwers: 48.317 Scheidsrechter: Tom Harald Hagen (NOR) |
| 11 oktober WK-kwalificatie Groep F № 542 «onderlinge duels» 20:45 uur | Ricardo Costa 27' |       | 85' Eden Ben Basat | Estádio José Alvalade, Lissabon Toeschouwers: 48.317 Scheidsrechter: Tom Harald Hagen (NOR) |

|                                                                       |                                                  |       |           |                                                                                    |
| 15 oktober WK-kwalificatie Groep F № 543 «onderlinge duels» 18:00 uur | Portugal                                         | 3 – 0 | Luxemburg | Estádio Cidade, Coimbra Toeschouwers: 18.955 Scheidsrechter: Bülent Yıldırım (TUR) |
| 15 oktober WK-kwalificatie Groep F № 543 «onderlinge duels» 18:00 uur | Silvestre Varela 30' Nani 36' Hélder Postiga 79' |       |           | Estádio Cidade, Coimbra Toeschouwers: 18.955 Scheidsrechter: Bülent Yıldırım (TUR) |

|                                                                          |                       |       |        |                                                                                    |
| 15 november WK-kwalificatie Play-offs № 544 «onderlinge duels» 20:45 uur | Portugal              | 1 – 0 | Zweden | Estádio da Luz, Lissabon Toeschouwers: 61.467 Scheidsrechter: Nicola Rizzoli (ITA) |
| 15 november WK-kwalificatie Play-offs № 544 «onderlinge duels» 20:45 uur | Cristiano Ronaldo 82' |       |        | Estádio da Luz, Lissabon Toeschouwers: 61.467 Scheidsrechter: Nicola Rizzoli (ITA) |

|                                                                          |                                               |       |                                                                   |                                                                             |
| 19 november WK-kwalificatie Play-offs № 545 «onderlinge duels» 20:45 uur | Zweden                                        | 2 – 3 | Portugal                                                          | Friends Arena, Solna Toeschouwers: 49.766 Scheidsrechter: Howard Webb (ENG) |
| 19 november WK-kwalificatie Play-offs № 545 «onderlinge duels» 20:45 uur | Zlatan Ibrahimović 68' Zlatan Ibrahimović 72' |       | 50' Cristiano Ronaldo 77' Cristiano Ronaldo 79' Cristiano Ronaldo | Friends Arena, Solna Toeschouwers: 49.766 Scheidsrechter: Howard Webb (ENG) |

### 2014
|                                                    |                                                                                             |       |                       |                                                                                                |
| 5 maart Vriendschappelijk № 546 «onderlinge duels» | Portugal                                                                                    | 5 – 1 | Kameroen              | Estádio Dr. Magalhães Pessoa, Leiria Toeschouwers: 20.000 Scheidsrechter: Andre Marriner (ENG) |
| 5 maart Vriendschappelijk № 546 «onderlinge duels» | Cristiano Ronaldo 21' Raul Meireles 66' Fábio Coentrão 67' Edinho 77' Cristiano Ronaldo 83' |       | 43' Vincent Aboubakar | Estádio Dr. Magalhães Pessoa, Leiria Toeschouwers: 20.000 Scheidsrechter: Andre Marriner (ENG) |

|                                                             |          |       |             |                                                                                  |
| 31 mei Vriendschappelijk № 547 «onderlinge duels» 19:30 uur | Portugal | 0 – 0 | Griekenland | Estádio Nacional, Lissabon Toeschouwers: 33.556 Scheidsrechter: Kevin Blom (NED) |
| 31 mei Vriendschappelijk № 547 «onderlinge duels» 19:30 uur |          |       |             | Estádio Nacional, Lissabon Toeschouwers: 33.556 Scheidsrechter: Kevin Blom (NED) |

|                                                             |        |                   |          |                                                                                       |
| 6 juni Vriendschappelijk № 548 «onderlinge duels» 20:30 uur | Mexico | 0 – 1             | Portugal | Gillette Stadium, Foxborough Toeschouwers: 56.292 Scheidsrechter: Jeffrey Solís (CRC) |
| 6 juni Vriendschappelijk № 548 «onderlinge duels» 20:30 uur |        | 90+3' Bruno Alves |          | Gillette Stadium, Foxborough Toeschouwers: 56.292 Scheidsrechter: Jeffrey Solís (CRC) |

|                                                    |                   |       |                                                                                            |                                                                                              |
| 10 juni Vriendschappelijk № 549 «onderlinge duels» | Ierland           | 1 – 5 | Portugal                                                                                   | MetLife Stadium, East Rutherford Toeschouwers: 46.063 Scheidsrechter: Baldomero Toledo (USA) |
| 10 juni Vriendschappelijk № 549 «onderlinge duels» | James McClean 52' |       | 2' Hugo Almeida 20' (e.d.) Richard Keogh 37' Hugo Almeida 77' Vieirinha 83' Fábio Coentrão | MetLife Stadium, East Rutherford Toeschouwers: 46.063 Scheidsrechter: Baldomero Toledo (USA) |

| WK voetbal 2014 |
| --------------- |

|                                                                         |                                                                                 |       |          |                                                                                     |
| 16 juni WK-eindronde Groep G № 550 «onderlinge duels» 14:00 uur (UTC−3) | Duitsland                                                                       | 4 – 0 | Portugal | Arena Fonte Nova, Salvador Toeschouwers: 51.081 Scheidsrechter: Milorad Mažić (SRB) |
| 16 juni WK-eindronde Groep G № 550 «onderlinge duels» 14:00 uur (UTC−3) | Thomas Müller 12' (pen.) Mats Hummels 32' Thomas Müller 45+1' Thomas Müller 78' |       |          | Arena Fonte Nova, Salvador Toeschouwers: 51.081 Scheidsrechter: Milorad Mažić (SRB) |

|                                                                         |                                      |       |                                |                                                                                 |
| 22 juni WK-eindronde Groep G № 551 «onderlinge duels» 18:00 uur (UTC−3) | Verenigde Staten                     | 2 – 2 | Portugal                       | Arena Amazônia, Manaus Toeschouwers: 40.123 Scheidsrechter: Néstor Pitana (ARG) |
| 22 juni WK-eindronde Groep G № 551 «onderlinge duels» 18:00 uur (UTC−3) | Jermaine Jones 64' Clint Dempsey 81' |       | 5' Nani 90+5' Silvestre Varela | Arena Amazônia, Manaus Toeschouwers: 40.123 Scheidsrechter: Néstor Pitana (ARG) |

|                                                                         |                                            |       |                 |                                                                                                   |
| 26 juni WK-eindronde Groep G № 552 «onderlinge duels» 18:00 uur (UTC−3) | Ghana                                      | 1 – 2 | Portugal        | Estádio Nacional de Brasília, Brasilia Toeschouwers: 67.540 Scheidsrechter: Nawaf Shukralla (BHR) |
| 26 juni WK-eindronde Groep G № 552 «onderlinge duels» 18:00 uur (UTC−3) | John Boye 30' (e.d.) Cristiano Ronaldo 80' |       | 5' Asamoah Gyan | Estádio Nacional de Brasília, Brasilia Toeschouwers: 67.540 Scheidsrechter: Nawaf Shukralla (BHR) |

|  |  |  |  |  |  |  |  |  |

|                                                              |          |                 |         |                                                                                   |
| 7 september EK-kwalificatie Groep I № 553 «onderlinge duels» | Portugal | 0 – 1           | Albanië | Estádio Municipal, Aveiro Toeschouwers: 23.205 Scheidsrechter: Ruddy Buquet (FRA) |
| 7 september EK-kwalificatie Groep I № 553 «onderlinge duels» |          | 52' Bekim Balaj |         | Estádio Municipal, Aveiro Toeschouwers: 23.205 Scheidsrechter: Ruddy Buquet (FRA) |

|                                                                 |                                 |       |                             |                                                                                          |
| 11 oktober Vriendschappelijk № 554 «onderlinge duels» 20:45 uur | Frankrijk                       | 2 – 1 | Portugal                    | Stade de France, Saint-Denis Toeschouwers: 79.000 Scheidsrechter: Szymon Marciniak (POL) |
| 11 oktober Vriendschappelijk № 554 «onderlinge duels» 20:45 uur | Karim Benzema 3' Paul Pogba 69' |       | 76' (pen.) Ricardo Quaresma | Stade de France, Saint-Denis Toeschouwers: 79.000 Scheidsrechter: Szymon Marciniak (POL) |

|                                                                       |            |                         |          |                                                                           |
| 14 oktober EK-kwalificatie Groep I № 555 «onderlinge duels» 20:45 uur | Denemarken | 0 – 1                   | Portugal | Parken, Kopenhagen Toeschouwers: 36.562 Scheidsrechter: Felix Brych (GER) |
| 14 oktober EK-kwalificatie Groep I № 555 «onderlinge duels» 20:45 uur |            | 90+5' Cristiano Ronaldo |          | Parken, Kopenhagen Toeschouwers: 36.562 Scheidsrechter: Felix Brych (GER) |

|                                                              |                       |       |         |                                                                                           |
| 14 november EK-kwalificatie Groep I № 556 «onderlinge duels» | Portugal              | 1 – 0 | Armenië | Estádio Algarve, Loulé Toeschouwers: 21.042 Scheidsrechter: Anastasios Sidiropoulos (GRE) |
| 14 november EK-kwalificatie Groep I № 556 «onderlinge duels» | Cristiano Ronaldo 72' |       |         | Estádio Algarve, Loulé Toeschouwers: 21.042 Scheidsrechter: Anastasios Sidiropoulos (GRE) |

|                                                                  |            |                         |          |                                                                                     |
| 18 november Vriendschappelijk № 557 «onderlinge duels» 20:45 uur | Argentinië | 0 – 1                   | Portugal | Old Trafford, Manchester Toeschouwers: 41.233 Scheidsrechter: Martin Atkinson (ENG) |
| 18 november Vriendschappelijk № 557 «onderlinge duels» 20:45 uur |            | 90+1' Raphaël Guerreiro |          | Old Trafford, Manchester Toeschouwers: 41.233 Scheidsrechter: Martin Atkinson (ENG) |

### 2015
|                                                           |                                         |       |                   |                                                                                     |
| 29 maart EK-kwalificatie Groep I № 558 «onderlinge duels» | Portugal                                | 2 – 1 | Servië            | Estádio da Luz, Lissabon Toeschouwers: 58.430 Scheidsrechter: Gianluca Rocchi (ITA) |
| 29 maart EK-kwalificatie Groep I № 558 «onderlinge duels» | Ricardo Carvalho 10' Fábio Coentrão 63' |       | 61' Nemanja Matić | Estádio da Luz, Lissabon Toeschouwers: 58.430 Scheidsrechter: Gianluca Rocchi (ITA) |

|                                                     |          |                           |            |                                                                                            |
| 31 maart Vriendschappelijk № 559 «onderlinge duels» | Portugal | 0 – 2                     | Kaapverdië | Estádio Coimbra da Mota, Estoril Toeschouwers: 15.000 Scheidsrechter: Ovidiu Haţegan (ROM) |
| 31 maart Vriendschappelijk № 559 «onderlinge duels» |          | 38' Odaïr Fortes 43' Gêgê |            | Estádio Coimbra da Mota, Estoril Toeschouwers: 15.000 Scheidsrechter: Ovidiu Haţegan (ROM) |

|                                                                    |                                      |       |                                                                          | |
| 13 juni EK-kwalificatie Groep I № 560 «onderlinge duels» 18:00 uur | Armenië                              | 2 – 3 | Portugal                                                                 | Republikeins Stadion Vazgen Sargsian, Jerevan Toeschouwers: 14.527 Scheidsrechter: Serge Gumienny (BEL) |
| 13 juni EK-kwalificatie Groep I № 560 «onderlinge duels» 18:00 uur | Marcos Pizzelli 14' Hrayr Mkoyan 72' |       | 29' (pen.) Cristiano Ronaldo 55' Cristiano Ronaldo 58' Cristiano Ronaldo | Republikeins Stadion Vazgen Sargsian, Jerevan Toeschouwers: 14.527 Scheidsrechter: Serge Gumienny (BEL) |

|                                                              |        |          |          |                                                                                   |
| 16 juni Vriendschappelijk № 561 «onderlinge duels» 20:30 uur | Italië | 0 – 1    | Portugal | Stade de Genève, Genève Toeschouwers: 18.000 Scheidsrechter: Stéphan Studer (SUI) |
| 16 juni Vriendschappelijk № 561 «onderlinge duels» 20:30 uur |        | 52' Éder |          | Stade de Genève, Genève Toeschouwers: 18.000 Scheidsrechter: Stéphan Studer (SUI) |

|                                                                  |          |                      |           |                                                                                           |
| 4 september Vriendschappelijk № 562 «onderlinge duels» 20:45 uur | Portugal | 0 – 1                | Frankrijk | Estádio José Alvalade, Lissabon Toeschouwers: 39.853 Scheidsrechter: Danny Makkelie (NED) |
| 4 september Vriendschappelijk № 562 «onderlinge duels» 20:45 uur |          | 85' Mathieu Valbuena |           | Estádio José Alvalade, Lissabon Toeschouwers: 39.853 Scheidsrechter: Danny Makkelie (NED) |

|                                                                        |         |                     |          |                                                                                  |
| 7 september EK-kwalificatie Groep I № 563 «onderlinge duels» 20:45 uur | Albanië | 0 – 1               | Portugal | Elbasan Arena, Elbasan Toeschouwers: 12.121 Scheidsrechter: Jonas Eriksson (SWE) |
| 7 september EK-kwalificatie Groep I № 563 «onderlinge duels» 20:45 uur |         | 90+2' Miguel Veloso |          | Elbasan Arena, Elbasan Toeschouwers: 12.121 Scheidsrechter: Jonas Eriksson (SWE) |

|                                                                      |                   |       |            |                                                                                      |
| 8 oktober EK-kwalificatie Groep I № 564 «onderlinge duels» 20:45 uur | Portugal          | 1 – 0 | Denemarken | Estádio Municipal, Braga Toeschouwers: 29.860 Scheidsrechter: Mark Clattenburg (ENG) |
| 8 oktober EK-kwalificatie Groep I № 564 «onderlinge duels» 20:45 uur | João Moutinho 66' |       |            | Estádio Municipal, Braga Toeschouwers: 29.860 Scheidsrechter: Mark Clattenburg (ENG) |

|                                                                       |                 |       |                           |                                                                                     |
| 11 oktober EK-kwalificatie Groep I № 565 «onderlinge duels» 18:00 uur | Servië          | 1 – 2 | Portugal                  | Partizanstadion, Belgrado Toeschouwers: 7.485 Scheidsrechter: David Fernández (ESP) |
| 11 oktober EK-kwalificatie Groep I № 565 «onderlinge duels» 18:00 uur | Zoran Tošić 65' |       | 5' Nani 78' João Moutinho | Partizanstadion, Belgrado Toeschouwers: 7.485 Scheidsrechter: David Fernández (ESP) |

|                                                                  |                    |       |          |                                                                                   |
| 14 november Vriendschappelijk № 566 «onderlinge duels» 18:00 uur | Rusland            | 1 – 0 | Portugal | Koebanstadion, Krasnodar Toeschouwers: 32.000 Scheidsrechter: Milorad Mažić (SRB) |
| 14 november Vriendschappelijk № 566 «onderlinge duels» 18:00 uur | Roman Sjirokov 89' |       |          | Koebanstadion, Krasnodar Toeschouwers: 32.000 Scheidsrechter: Milorad Mažić (SRB) |

|                                                        |           |                          |          |                                                                                           |
| 17 november Vriendschappelijk № 567 «onderlinge duels» | Luxemburg | 0 – 2                    | Portugal | Stade Josy Barthel, Luxemburg-Stad Toeschouwers: 8.031 Scheidsrechter: Tony Chapron (FRA) |
| 17 november Vriendschappelijk № 567 «onderlinge duels» |           | 30' André André 87' Nani |          | Stade Josy Barthel, Luxemburg-Stad Toeschouwers: 8.031 Scheidsrechter: Tony Chapron (FRA) |

### 2016
|                                                     |          |                |           |                                                                                                   |
| 25 maart Vriendschappelijk № 568 «onderlinge duels» | Portugal | 0 – 1          | Bulgarije | Estádio Dr. Magalhães Pessoa, Leiria Toeschouwers: 19.355 Scheidsrechter: Carlos Clos Gómez (ESP) |
| 25 maart Vriendschappelijk № 568 «onderlinge duels» |          | 19' Marcelinho |           | Estádio Dr. Magalhães Pessoa, Leiria Toeschouwers: 19.355 Scheidsrechter: Carlos Clos Gómez (ESP) |

|                                                     |                                |       |                   |                                                                                                  |
| 29 maart Vriendschappelijk № 569 «onderlinge duels» | Portugal                       | 2 – 1 | België            | Estádio Dr. Magalhães Pessoa, Leiria Toeschouwers: 20.157 Scheidsrechter: Stephan Klossner (SUI) |
| 29 maart Vriendschappelijk № 569 «onderlinge duels» | Nani 20' Cristiano Ronaldo 40' |       | 62' Romelu Lukaku | Estádio Dr. Magalhães Pessoa, Leiria Toeschouwers: 20.157 Scheidsrechter: Stephan Klossner (SUI) |

|                                                             |                                                     |       |           |                                                                                     |
| 29 mei Vriendschappelijk № 570 «onderlinge duels» 21:45 uur | Portugal                                            | 3 – 0 | Noorwegen | Estádio do Dragão, Porto Toeschouwers: 34.275 Scheidsrechter: Padraigh Sutton (IRL) |
| 29 mei Vriendschappelijk № 570 «onderlinge duels» 21:45 uur | Ricardo Quaresma 13' Raphaël Guerreiro 65' Éder 70' |       |           | Estádio do Dragão, Porto Toeschouwers: 34.275 Scheidsrechter: Padraigh Sutton (IRL) |

|                                                             |                    |       |          |                                                                                |
| 2 juni Vriendschappelijk № 571 «onderlinge duels» 20:45 uur | Engeland           | 1 – 0 | Portugal | Wembley Stadium, Londen Toeschouwers: 82.503 Scheidsrechter: Marco Guida (ITA) |
| 2 juni Vriendschappelijk № 571 «onderlinge duels» 20:45 uur | Chris Smalling 86' |       |          | Wembley Stadium, Londen Toeschouwers: 82.503 Scheidsrechter: Marco Guida (ITA) |

|                                                             | |       |         |                                                                                    |
| 8 juni Vriendschappelijk № 572 «onderlinge duels» 20:45 uur | Portugal | 7 – 0 | Estland | Estádio da Luz, Lissabon Toeschouwers: 52.536 Scheidsrechter: Bart Vertenten (BEL) |
| 8 juni Vriendschappelijk № 572 «onderlinge duels» 20:45 uur | Cristiano Ronaldo 36' Ricardo Quaresma 39' Cristiano Ronaldo 45' Danilo Pereira 55' Karol Mets 61' (e.d.) Ricardo Quaresma 77' Éder 80' |       |         | Estádio da Luz, Lissabon Toeschouwers: 52.536 Scheidsrechter: Bart Vertenten (BEL) |

| EK 2016 |
| ------- |

|                                                            |          |       |                      |                                                                                                |
| 14 juni EK 2016 Groep F № 573 «onderlinge duels» 21:00 uur | Portugal | 1 – 1 | IJsland              | Stade Geoffroy-Guichard, Saint-Étienne Toeschouwers: 38.742 Scheidsrechter: Cüneyt Çakır (TUR) |
| 14 juni EK 2016 Groep F № 573 «onderlinge duels» 21:00 uur | Nani 31' |       | 50' Birkir Bjarnason | Stade Geoffroy-Guichard, Saint-Étienne Toeschouwers: 38.742 Scheidsrechter: Cüneyt Çakır (TUR) |

|                                                            |          |       |            |                                                                                    |
| 18 juni EK 2016 Groep F № 574 «onderlinge duels» 18:00 uur | Portugal | 0 – 0 | Oostenrijk | Parc des Princes, Parijs Toeschouwers: 44.291 Scheidsrechter: Nicola Rizzoli (ITA) |
| 18 juni EK 2016 Groep F № 574 «onderlinge duels» 18:00 uur |          |       |            | Parc des Princes, Parijs Toeschouwers: 44.291 Scheidsrechter: Nicola Rizzoli (ITA) |

|                                                            |                                                           |       |                                                      |                                                                                          |
| 22 juni EK 2016 Groep F № 575 «onderlinge duels» 18:00 uur | Hongarije                                                 | 3 – 3 | Portugal                                             | Parc Olympique Lyonnais, Lyon Toeschouwers: 55.514 Scheidsrechter: Martin Atkinson (ENG) |
| 22 juni EK 2016 Groep F № 575 «onderlinge duels» 18:00 uur | Zoltán Gera 19' Balázs Dzsudzsák 47' Balázs Dzsudzsák 55' |       | 42' Nani 50' Cristiano Ronaldo 62' Cristiano Ronaldo | Parc Olympique Lyonnais, Lyon Toeschouwers: 55.514 Scheidsrechter: Martin Atkinson (ENG) |

|                                                                   |         |                       |          |                                                                                        |
| 25 juni EK 2016 Achtste finale № 576 «onderlinge duels» 21:00 uur | Kroatië | 0 – 1 (n.v.)          | Portugal | Stade Bollaert-Delelis, Lens Toeschouwers: 33.523 Scheidsrechter: Carlos Velasco (ESP) |
| 25 juni EK 2016 Achtste finale № 576 «onderlinge duels» 21:00 uur |         | 117' Ricardo Quaresma |          | Stade Bollaert-Delelis, Lens Toeschouwers: 33.523 Scheidsrechter: Carlos Velasco (ESP) |

|                                                                |                                                                    |       |                                                                      |                                                                                   |
| 30 juni EK 2016 Kwartfinale № 577 «onderlinge duels» 21:00 uur | Polen                                                              | 1 – 1 | Portugal                                                             | Stade Vélodrome, Marseille Toeschouwers: 62.940 Scheidsrechter: Felix Brych (GER) |
| 30 juni EK 2016 Kwartfinale № 577 «onderlinge duels» 21:00 uur | Robert Lewandowski 2'                                              |       | 33' Renato Sanches                                                   | Stade Vélodrome, Marseille Toeschouwers: 62.940 Scheidsrechter: Felix Brych (GER) |
| 30 juni EK 2016 Kwartfinale № 577 «onderlinge duels» 21:00 uur | Strafschoppen                                                      |       |                                                                      | Stade Vélodrome, Marseille Toeschouwers: 62.940 Scheidsrechter: Felix Brych (GER) |
| 30 juni EK 2016 Kwartfinale № 577 «onderlinge duels» 21:00 uur | Robert Lewandowski Arkadiusz Milik Kamil Glik Jakub Błaszczykowski | 3 – 5 | Cristiano Ronaldo Renato Sanches João Moutinho Nani Ricardo Quaresma | Stade Vélodrome, Marseille Toeschouwers: 62.940 Scheidsrechter: Felix Brych (GER) |

|                                                                |                                |       |       |                                                                                         |
| 6 juli EK 2016 Halve finale № 578 «onderlinge duels» 21:00 uur | Portugal                       | 2 – 0 | Wales | Parc Olympique Lyonnais, Lyon Toeschouwers: 55.679 Scheidsrechter: Jonas Eriksson (SWE) |
| 6 juli EK 2016 Halve finale № 578 «onderlinge duels» 21:00 uur | Cristiano Ronaldo 50' Nani 53' |       |       | Parc Olympique Lyonnais, Lyon Toeschouwers: 55.679 Scheidsrechter: Jonas Eriksson (SWE) |

|                                                           |           |              |           |                                                                                          |
| 10 juli EK 2016 Finale № 579 «onderlinge duels» 21:00 uur | Portugal  | 1 – 0 (n.v.) | Frankrijk | Stade de France, Saint-Denis Toeschouwers: 75.868 Scheidsrechter: Mark Clattenburg (ENG) |
| 10 juli EK 2016 Finale № 579 «onderlinge duels» 21:00 uur | Éder 109' |              |           | Stade de France, Saint-Denis Toeschouwers: 75.868 Scheidsrechter: Mark Clattenburg (ENG) |

|  |  |  |  |  |  |  |  |  |

|                                                                  |                                                                |       |           |                                                                               |
| 1 september Vriendschappelijk № 580 «onderlinge duels» 20:45 uur | Portugal                                                       | 5 – 0 | Gibraltar | Estádio do Bessa, Porto Toeschouwers: 22.000 Scheidsrechter: Erez Papir (ISR) |
| 1 september Vriendschappelijk № 580 «onderlinge duels» 20:45 uur | Nani 27' Nani 55' João Cancelo 73' Bernardo Silva 76' Pepe 79' |       |           | Estádio do Bessa, Porto Toeschouwers: 22.000 Scheidsrechter: Erez Papir (ISR) |

|                                                                        |                                    |       |          |                                                                                      |
| 6 september WK-kwalificatie Groep B № 581 «onderlinge duels» 20:45 uur | Zwitserland                        | 2 – 0 | Portugal | St. Jakob-Park, Bazel Toeschouwers: 36.000 Scheidsrechter: Antonio Mateu Lahoz (ESP) |
| 6 september WK-kwalificatie Groep B № 581 «onderlinge duels» 20:45 uur | Breel Embolo 23' Admir Mehmedi 30' |       |          | St. Jakob-Park, Bazel Toeschouwers: 36.000 Scheidsrechter: Antonio Mateu Lahoz (ESP) |

|                                                                      | |       |         |                                                                                     |
| 7 oktober WK-kwalificatie Groep B № 582 «onderlinge duels» 20:45 uur | Portugal | 6 – 0 | Andorra | Estádio Municipal, Aveiro Toeschouwers: 25.120 Scheidsrechter: Oliver Drachta (AUT) |
| 7 oktober WK-kwalificatie Groep B № 582 «onderlinge duels» 20:45 uur | Cristiano Ronaldo 2' Cristiano Ronaldo 4' João Cancelo 44' Cristiano Ronaldo 47' Cristiano Ronaldo 68' André Silva 86' |       |         | Estádio Municipal, Aveiro Toeschouwers: 25.120 Scheidsrechter: Oliver Drachta (AUT) |

|                                                                       |         | |          |                                                                                  |
| 10 oktober WK-kwalificatie Groep B № 583 «onderlinge duels» 20:45 uur | Faeröer | 0 – 6 | Portugal | Tórsvøllur, Tórshavn Toeschouwers: 4.748 Scheidsrechter: Gediminas Mažeika (LTU) |
| 10 oktober WK-kwalificatie Groep B № 583 «onderlinge duels» 20:45 uur |         | 12' André Silva 22' André Silva 37' André Silva 65' Cristiano Ronaldo 90+1' João Moutinho 90+3' João Cancelo |          | Tórsvøllur, Tórshavn Toeschouwers: 4.748 Scheidsrechter: Gediminas Mažeika (LTU) |

|                                                                        |                                                                                           |       |                    |                                                                                |
| 13 november WK-kwalificatie Groep B № 584 «onderlinge duels» 20:45 uur | Portugal                                                                                  | 4 – 1 | Letland            | Estádio Algarve, Loulé Toeschouwers: 20.744 Scheidsrechter: Bobby Madden (SCO) |
| 13 november WK-kwalificatie Groep B № 584 «onderlinge duels» 20:45 uur | Cristiano Ronaldo 28' (pen.) William Carvalho 69' Cristiano Ronaldo 85' Bruno Alves 90+2' |       | 67' Artūrs Zjuzins | Estádio Algarve, Loulé Toeschouwers: 20.744 Scheidsrechter: Bobby Madden (SCO) |

### 2017
|                                                                     |                                                             |       |           |                                                                                      |
| 25 maart WK-kwalificatie Groep B № 585 «onderlinge duels» 20:45 uur | Portugal                                                    | 3 – 0 | Hongarije | Estádio da Luz, Lissabon Toeschouwers: 57.816 Scheidsrechter: Szymon Marciniak (POL) |
| 25 maart WK-kwalificatie Groep B № 585 «onderlinge duels» 20:45 uur | André Gomes 32' Cristiano Ronaldo 36' Cristiano Ronaldo 65' |       |           | Estádio da Luz, Lissabon Toeschouwers: 57.816 Scheidsrechter: Szymon Marciniak (POL) |

|                                                               |                                                    |       |                                                                   |                                                                                          |
| 28 maart Vriendschappelijk № 586 «onderlinge duels» 20:45 uur | Portugal                                           | 2 – 3 | Zweden                                                            | Estádio dos Barreiros, Funchal Toeschouwers: 10.415 Scheidsrechter: Clément Turpin (FRA) |
| 28 maart Vriendschappelijk № 586 «onderlinge duels» 20:45 uur | Cristiano Ronaldo 18' Andreas Granqvist 34' (e.d.) |       | 57' Viktor Claesson 76' Viktor Claesson 90+3' (e.d.) João Cancelo | Estádio dos Barreiros, Funchal Toeschouwers: 10.415 Scheidsrechter: Clément Turpin (FRA) |

|                                                             |                                                              |       |        |                                                                                         |
| 3 juni Vriendschappelijk № 587 «onderlinge duels» 17:00 uur | Portugal                                                     | 4 – 0 | Cyprus | Estádio Coimbra da Mota, Estoril Toeschouwers: 5.128 Scheidsrechter: Davide Massa (ITA) |
| 3 juni Vriendschappelijk № 587 «onderlinge duels» 17:00 uur | João Moutinho 3' João Moutinho 42' Pizzi 63' André Silva 70' |       |        | Estádio Coimbra da Mota, Estoril Toeschouwers: 5.128 Scheidsrechter: Davide Massa (ITA) |

|                                                                   |         |                                                             |          |                                                                             |
| 9 juni WK-kwalificatie Groep B № 588 «onderlinge duels» 20:45 uur | Letland | 0 – 3                                                       | Portugal | Skontostadion, Riga Toeschouwers: 8.087 Scheidsrechter: Istvan Kovacs (ROM) |
| 9 juni WK-kwalificatie Groep B № 588 «onderlinge duels» 20:45 uur |         | 41' Cristiano Ronaldo 63' Cristiano Ronaldo 67' André Gomes |          | Skontostadion, Riga Toeschouwers: 8.087 Scheidsrechter: Istvan Kovacs (ROM) |

| FIFA Confederations Cup |
| ----------------------- |

|                                                                            |                                        |       |                                          |                                                                             |
| 18 juni FIFA Confederations Cup Groep A № 589 «onderlinge duels» 18:00 uur | Portugal                               | 2 – 2 | Mexico                                   | Kazan Arena, Kazan Toeschouwers: 34.372 Scheidsrechter: Néstor Pitana (ARG) |
| 18 juni FIFA Confederations Cup Groep A № 589 «onderlinge duels» 18:00 uur | Ricardo Quaresma 34' Cédric Soares 86' |       | 42' Javier Hernández 90+1' Héctor Moreno | Kazan Arena, Kazan Toeschouwers: 34.372 Scheidsrechter: Néstor Pitana (ARG) |

|                                                                            |         |                      |          |                                                                                     |
| 21 juni FIFA Confederations Cup Groep A № 590 «onderlinge duels» 18:00 uur | Rusland | 0 – 1                | Portugal | Otkrytieje Arena, Moskou Toeschouwers: 42.759 Scheidsrechter: Gianluca Rocchi (ITA) |
| 21 juni FIFA Confederations Cup Groep A № 590 «onderlinge duels» 18:00 uur |         | 9' Cristiano Ronaldo |          | Otkrytieje Arena, Moskou Toeschouwers: 42.759 Scheidsrechter: Gianluca Rocchi (ITA) |

|                                                                            |               |                                                                            |          |                                                                                           |
| 24 juni FIFA Confederations Cup Groep A № 591 «onderlinge duels» 18:00 uur | Nieuw-Zeeland | 0 – 4                                                                      | Portugal | Krestovskistadion, Sint-Petersburg Toeschouwers: 56.290 Scheidsrechter: Mark Geiger (USA) |
| 24 juni FIFA Confederations Cup Groep A № 591 «onderlinge duels» 18:00 uur |               | 34' (pen.) Cristiano Ronaldo 38' Bernardo Silva 80' André Silva 90+1' Nani |          | Krestovskistadion, Sint-Petersburg Toeschouwers: 56.290 Scheidsrechter: Mark Geiger (USA) |

|                                                                                 |                                     |              |                                              |                                                                               |
| 28 juni FIFA Confederations Cup Halve finale № 592 «onderlinge duels» 21:00 uur | Portugal                            | 0 – 0 (n.v.) | Chili                                        | Kazan Arena, Kazan Toeschouwers: 40.855 Scheidsrechter: Alireza Faghani (IRN) |
| 28 juni FIFA Confederations Cup Halve finale № 592 «onderlinge duels» 21:00 uur |                                     |              |                                              | Kazan Arena, Kazan Toeschouwers: 40.855 Scheidsrechter: Alireza Faghani (IRN) |
| 28 juni FIFA Confederations Cup Halve finale № 592 «onderlinge duels» 21:00 uur | Strafschoppen                       |              |                                              | Kazan Arena, Kazan Toeschouwers: 40.855 Scheidsrechter: Alireza Faghani (IRN) |
| 28 juni FIFA Confederations Cup Halve finale № 592 «onderlinge duels» 21:00 uur | Ricardo Quaresma João Moutinho Nani | 0 – 3        | Arturo Vidal Charles Aránguiz Alexis Sánchez | Kazan Arena, Kazan Toeschouwers: 40.855 Scheidsrechter: Alireza Faghani (IRN) |

|                                                                                |                                     |              |                      |                                                                                      |
| 2 juli FIFA Confederations Cup Troostfinale № 593 «onderlinge duels» 15:00 uur | Portugal                            | 2 – 1 (n.v.) | Mexico               | Otkrytieje Arena, Moskou Toeschouwers: 42.659 Scheidsrechter: Fahad Al-Mirdasi (KSA) |
| 2 juli FIFA Confederations Cup Troostfinale № 593 «onderlinge duels» 15:00 uur | Pepe 90+1' Adrien Silva 104' (pen.) |              | 54' (e.d.) Luís Neto | Otkrytieje Arena, Moskou Toeschouwers: 42.659 Scheidsrechter: Fahad Al-Mirdasi (KSA) |

|  |  |  |  |  |  |  |  |  |

|                                                                        | |       |                      |                                                                                    |
| 31 augustus WK-kwalificatie Groep B № 594 «onderlinge duels» 20:45 uur | Portugal | 5 – 1 | Faeröer              | Estádio do Bessa, Porto Toeschouwers: 25.087 Scheidsrechter: Srđan Jovanović (SRB) |
| 31 augustus WK-kwalificatie Groep B № 594 «onderlinge duels» 20:45 uur | Cristiano Ronaldo 3' Cristiano Ronaldo 29' (pen.) William Carvalho 58' Cristiano Ronaldo 64' Nélson Oliveira 84' |       | 38' Róaldur Jacobsen | Estádio do Bessa, Porto Toeschouwers: 25.087 Scheidsrechter: Srđan Jovanović (SRB) |

|                                                                        |           |                 |          |                                                                                     |
| 3 september WK-kwalificatie Groep B № 595 «onderlinge duels» 20:45 uur | Hongarije | 0 – 1           | Portugal | Groupama Arena, Boedapest Toeschouwers: 22.000 Scheidsrechter: Danny Makkelie (NED) |
| 3 september WK-kwalificatie Groep B № 595 «onderlinge duels» 20:45 uur |           | 48' André Silva |          | Groupama Arena, Boedapest Toeschouwers: 22.000 Scheidsrechter: Danny Makkelie (NED) |

|                                                                      |         |                                       |          |                                                                                              |
| 7 oktober WK-kwalificatie Groep B № 596 «onderlinge duels» 20:45 uur | Andorra | 0 – 2                                 | Portugal | Estadi Nacional, Andorra la Vella Toeschouwers: 3.300 Scheidsrechter: Miroslav Zelinka (CZE) |
| 7 oktober WK-kwalificatie Groep B № 596 «onderlinge duels» 20:45 uur |         | 63' Cristiano Ronaldo 86' André Silva |          | Estadi Nacional, Andorra la Vella Toeschouwers: 3.300 Scheidsrechter: Miroslav Zelinka (CZE) |

|                                                                       |                                          |       |             |                                                                                  |
| 10 oktober WK-kwalificatie Groep B № 597 «onderlinge duels» 20:45 uur | Portugal                                 | 2 – 0 | Zwitserland | Estádio da Luz, Lissabon Toeschouwers: 61.566 Scheidsrechter: Cüneyt Çakır (TUR) |
| 10 oktober WK-kwalificatie Groep B № 597 «onderlinge duels» 20:45 uur | Johan Djourou 41' (e.d.) André Silva 57' |       |             | Estádio da Luz, Lissabon Toeschouwers: 61.566 Scheidsrechter: Cüneyt Çakır (TUR) |

|                                                                  |                                                        |       |               |                                                                                        |
| 10 november Vriendschappelijk № 598 «onderlinge duels» 20:45 uur | Portugal                                               | 3 – 0 | Saoedi-Arabië | Estádio do Fontelo, Viseu Toeschouwers: 6.800 Scheidsrechter: Sebastian Colțescu (ROM) |
| 10 november Vriendschappelijk № 598 «onderlinge duels» 20:45 uur | Manuel Fernandes 32' Gonçalo Guedes 52' João Mário 90' |       |               | Estádio do Fontelo, Viseu Toeschouwers: 6.800 Scheidsrechter: Sebastian Colțescu (ROM) |

|                                                                  |                      |       |                     |                                                                                                |
| 14 november Vriendschappelijk № 599 «onderlinge duels» 20:45 uur | Portugal             | 1 – 1 | Verenigde Staten    | Estádio Dr. Magalhães Pessoa, Leiria Toeschouwers: 19.017 Scheidsrechter: Anthony Taylor (ENG) |
| 14 november Vriendschappelijk № 599 «onderlinge duels» 20:45 uur | Vitorino Antunes 31' |       | 21' Weston McKennie | Estádio Dr. Magalhães Pessoa, Leiria Toeschouwers: 19.017 Scheidsrechter: Anthony Taylor (ENG) |

### 2018
|                                                               |                   |       |                                                 |                                                                               |
| 23 maart Vriendschappelijk № 600 «onderlinge duels» 20:45 uur | Egypte            | 1 – 2 | Portugal                                        | Letzigrund, Zürich Toeschouwers: 19.869 Scheidsrechter: Paolo Mazzoleni (ITA) |
| 23 maart Vriendschappelijk № 600 «onderlinge duels» 20:45 uur | Mohamed Salah 56' |       | 90+2' Cristiano Ronaldo 90+4' Cristiano Ronaldo | Letzigrund, Zürich Toeschouwers: 19.869 Scheidsrechter: Paolo Mazzoleni (ITA) |

|                                                               |                                                        |       |          |                                                                                |
| 26 maart Vriendschappelijk № 601 «onderlinge duels» 20:30 uur | Nederland                                              | 3 – 0 | Portugal | Stade de Genève, Lancy Toeschouwers: 20.006 Scheidsrechter: Ruddy Buquet (FRA) |
| 26 maart Vriendschappelijk № 601 «onderlinge duels» 20:30 uur | Memphis Depay 11' Ryan Babel 32' Virgil van Dijk 45+2' |       |          | Stade de Genève, Lancy Toeschouwers: 20.006 Scheidsrechter: Ruddy Buquet (FRA) |

|                                                             |                                |       |                                      |                                                                                |
| 28 mei Vriendschappelijk № 602 «onderlinge duels» 21:45 uur | Portugal                       | 2 – 2 | Tunesië                              | Estádio Municipal, Braga Toeschouwers: 17.220 Scheidsrechter: Luca Banti (ITA) |
| 28 mei Vriendschappelijk № 602 «onderlinge duels» 21:45 uur | André Silva 22' João Mário 34' |       | 39' Anice Badri 64' Syam Ben Youssef | Estádio Municipal, Braga Toeschouwers: 17.220 Scheidsrechter: Luca Banti (ITA) |

|                                                             |        |       |          |                                                                                           |
| 2 juni Vriendschappelijk № 603 «onderlinge duels» 20:45 uur | België | 0 – 0 | Portugal | Koning Boudewijnstadion, Brussel Toeschouwers: 35.000 Scheidsrechter: Viktor Kassai (HUN) |
| 2 juni Vriendschappelijk № 603 «onderlinge duels» 20:45 uur |        |       |          | Koning Boudewijnstadion, Brussel Toeschouwers: 35.000 Scheidsrechter: Viktor Kassai (HUN) |

|                                                             |                                                           |       |          |                                                                                  |
| 7 juni Vriendschappelijk № 604 «onderlinge duels» 20:15 uur | Portugal                                                  | 3 – 0 | Algerije | Estádio da Luz, Lissabon Toeschouwers: 53.014 Scheidsrechter: Craig Pawson (ENG) |
| 7 juni Vriendschappelijk № 604 «onderlinge duels» 20:15 uur | Gonçalo Guedes 17' Bruno Fernandes 37' Gonçalo Guedes 55' |       |          | Estádio da Luz, Lissabon Toeschouwers: 53.014 Scheidsrechter: Craig Pawson (ENG) |

| WK voetbal 2018 |
| --------------- |

|                                                            |                                                                         |       |                                           |                                                                                            |
| 15 juni WK 2018 Groep B № 605 «onderlinge duels» 20:00 uur | Portugal                                                                | 3 – 3 | Spanje                                    | Olympisch Stadion Fisjt, Sotsji Toeschouwers: 43.866 Scheidsrechter: Gianluca Rocchi (ITA) |
| 15 juni WK 2018 Groep B № 605 «onderlinge duels» 20:00 uur | Cristiano Ronaldo 4' (pen.) Cristiano Ronaldo 44' Cristiano Ronaldo 88' |       | 24' Diego Costa 55' Diego Costa 58' Nacho | Olympisch Stadion Fisjt, Sotsji Toeschouwers: 43.866 Scheidsrechter: Gianluca Rocchi (ITA) |

|                                                            |                      |       |         |                                                                                            |
| 20 juni WK 2018 Groep B № 606 «onderlinge duels» 15:00 uur | Portugal             | 1 – 0 | Marokko | Olympisch Stadion Loezjniki, Moskou Toeschouwers: 78.011 Scheidsrechter: Mark Geiger (USA) |
| 20 juni WK 2018 Groep B № 606 «onderlinge duels» 15:00 uur | Cristiano Ronaldo 4' |       |         | Olympisch Stadion Loezjniki, Moskou Toeschouwers: 78.011 Scheidsrechter: Mark Geiger (USA) |

|                                                            |                               |       |                      |                                                                                    |
| 25 juni WK 2018 Groep B № 607 «onderlinge duels» 21:00 uur | Iran                          | 1 – 1 | Portugal             | Mordovia Arena, Saransk Toeschouwers: 41.685 Scheidsrechter: Enrique Cáceres (PAR) |
| 25 juni WK 2018 Groep B № 607 «onderlinge duels» 21:00 uur | Karim Ansarifard 90+3' (pen.) |       | 45' Ricardo Quaresma | Mordovia Arena, Saransk Toeschouwers: 41.685 Scheidsrechter: Enrique Cáceres (PAR) |

|                                                                   |                                      |       |          |                                                                                        |
| 30 juni WK 2018 Achtste finale № 608 «onderlinge duels» 20:00 uur | Uruguay                              | 2 – 1 | Portugal | Olympisch Stadion Fisjt, Sotsji Toeschouwers: 44.287 Scheidsrechter: César Ramos (MEX) |
| 30 juni WK 2018 Achtste finale № 608 «onderlinge duels» 20:00 uur | Edinson Cavani 7' Edinson Cavani 62' |       | 55' Pepe | Olympisch Stadion Fisjt, Sotsji Toeschouwers: 44.287 Scheidsrechter: César Ramos (MEX) |

|  |  |  |  |  |  |  |  |  |

|                                                                  |          |       |                  |                                                                                  |
| 6 september Vriendschappelijk № 609 «onderlinge duels» 20:45 uur | Portugal | 1 – 1 | Kroatië          | Estádio Algarve, Loulé Toeschouwers: 26.356 Scheidsrechter: Xavier Estrada (ESP) |
| 6 september Vriendschappelijk № 609 «onderlinge duels» 20:45 uur | Pepe 32' |       | 18' Ivan Perišić | Estádio Algarve, Loulé Toeschouwers: 26.356 Scheidsrechter: Xavier Estrada (ESP) |

|                                                                              |                 |       |        |                                                                                    |
| 10 september UEFA Nations League Groep A3 № 610 «onderlinge duels» 20:45 uur | Portugal        | 1 – 0 | Italië | Estádio da Luz, Lissabon Toeschouwers: 52.635 Scheidsrechter: William Collum (SCO) |
| 10 september UEFA Nations League Groep A3 № 610 «onderlinge duels» 20:45 uur | André Silva 48' |       |        | Estádio da Luz, Lissabon Toeschouwers: 52.635 Scheidsrechter: William Collum (SCO) |

|                                                                            |                                               |       |                                                   |                                                                                           |
| 11 oktober UEFA Nations League Groep A3 № 611 «onderlinge duels» 20:45 uur | Polen                                         | 2 – 3 | Portugal                                          | Śląskistadion, Chorzów Toeschouwers: 48.783 Scheidsrechter: Carlos del Cerro Grande (ESP) |
| 11 oktober UEFA Nations League Groep A3 № 611 «onderlinge duels» 20:45 uur | Krzysztof Piątek 18' Jakub Błaszczykowski 77' |       | 32' André Silva 43' Kamil Glik 52' Bernardo Silva | Śląskistadion, Chorzów Toeschouwers: 48.783 Scheidsrechter: Carlos del Cerro Grande (ESP) |

|                                                                 |                       |       |                                     |                                                                               |
| 14 oktober Vriendschappelijk № 612 «onderlinge duels» 20:45 uur | Schotland             | 1 – 3 | Portugal                            | Hampden Park, Glasgow Toeschouwers: 19.684 Scheidsrechter: Ruddy Buquet (FRA) |
| 14 oktober Vriendschappelijk № 612 «onderlinge duels» 20:45 uur | Steven Naismith 90+3' |       | 43' Hélder Costa 74' Éder 84' Bruma | Hampden Park, Glasgow Toeschouwers: 19.684 Scheidsrechter: Ruddy Buquet (FRA) |

|                                                                             |        |       |          |                                                                                          |
| 17 november UEFA Nations League Groep A3 № 613 «onderlinge duels» 20:45 uur | Italië | 0 – 0 | Portugal | Stadio Giuseppe Meazza, Milaan Toeschouwers: 73.000 Scheidsrechter: Danny Makkelie (NED) |
| 17 november UEFA Nations League Groep A3 № 613 «onderlinge duels» 20:45 uur |        |       |          | Stadio Giuseppe Meazza, Milaan Toeschouwers: 73.000 Scheidsrechter: Danny Makkelie (NED) |

|                                                                             |                 |       |                            |                                                                                                   |
| 20 november UEFA Nations League Groep A3 № 614 «onderlinge duels» 20:45 uur | Portugal        | 1 – 1 | Polen                      | Estádio D. Afonso Henriques, Guimarães Toeschouwers: 29.917 Scheidsrechter: Sergej Karasjov (RUS) |
| 20 november UEFA Nations League Groep A3 № 614 «onderlinge duels» 20:45 uur | André Silva 34' |       | 66' (pen.) Arkadiusz Milik | Estádio D. Afonso Henriques, Guimarães Toeschouwers: 29.917 Scheidsrechter: Sergej Karasjov (RUS) |

### 2019
|                                                                     |          |       |          |                                                                                    |
| 22 maart EK-kwalificatie Groep B № 615 «onderlinge duels» 20:45 uur | Portugal | 0 – 0 | Oekraïne | Estádio da Luz, Lissabon Toeschouwers: 58.355 Scheidsrechter: Clément Turpin (FRA) |
| 22 maart EK-kwalificatie Groep B № 615 «onderlinge duels» 20:45 uur |          |       |          | Estádio da Luz, Lissabon Toeschouwers: 58.355 Scheidsrechter: Clément Turpin (FRA) |

|                                                                     |                    |       |                       |                                                                                      |
| 25 maart EK-kwalificatie Groep B № 616 «onderlinge duels» 20:45 uur | Portugal           | 1 – 1 | Servië                | Estádio da Luz, Lissabon Toeschouwers: 60.647 Scheidsrechter: Szymon Marciniak (POL) |
| 25 maart EK-kwalificatie Groep B № 616 «onderlinge duels» 20:45 uur | Danilo Pereira 42' |       | 7' (pen.) Dušan Tadić | Estádio da Luz, Lissabon Toeschouwers: 60.647 Scheidsrechter: Szymon Marciniak (POL) |

|                                                                                   |                                                                   |       |                              |                                                                                 |
| 5 juni UEFA Nations League Finals Halve finale № 617 «onderlinge duels» 20:45 uur | Portugal                                                          | 3 – 1 | Zwitserland                  | Estádio do Dragão, Porto Toeschouwers: 42.415 Scheidsrechter: Felix Brych (GER) |
| 5 juni UEFA Nations League Finals Halve finale № 617 «onderlinge duels» 20:45 uur | Cristiano Ronaldo 25' Cristiano Ronaldo 88' Cristiano Ronaldo 90' |       | 57' (pen.) Ricardo Rodríguez | Estádio do Dragão, Porto Toeschouwers: 42.415 Scheidsrechter: Felix Brych (GER) |

|                                                                             |                    |       |           |                                                                                              |
| 9 juni UEFA Nations League Finals Finale № 618 «onderlinge duels» 20:45 uur | Portugal           | 1 – 0 | Nederland | Estádio do Dragão, Porto Toeschouwers: 43.199 Scheidsrechter: Alberto Undiano Mallenco (ESP) |
| 9 juni UEFA Nations League Finals Finale № 618 «onderlinge duels» 20:45 uur | Gonçalo Guedes 60' |       |           | Estádio do Dragão, Porto Toeschouwers: 43.199 Scheidsrechter: Alberto Undiano Mallenco (ESP) |

|                                                                        |                                               |       |                                                                                  |                                                                                    |
| 7 september EK-kwalificatie Groep B № 619 «onderlinge duels» 20:45 uur | Servië                                        | 2 – 4 | Portugal                                                                         | Rode Sterstadion, Belgrado Toeschouwers: 39.839 Scheidsrechter: Cüneyt Çakır (TUR) |
| 7 september EK-kwalificatie Groep B № 619 «onderlinge duels» 20:45 uur | Nikola Milenković 68' Aleksandar Mitrović 85' |       | 42' William Carvalho 58' Gonçalo Guedes 80' Cristiano Ronaldo 86' Bernardo Silva | Rode Sterstadion, Belgrado Toeschouwers: 39.839 Scheidsrechter: Cüneyt Çakır (TUR) |

|                                                                         |                              |       | |                                                                            |
| 10 september EK-kwalificatie Groep B № 620 «onderlinge duels» 21:45 uur | Litouwen                     | 1 – 5 | Portugal | LFF-stadion, Vilnius Toeschouwers: 5.067 Scheidsrechter: Bas Nijhuis (NED) |
| 10 september EK-kwalificatie Groep B № 620 «onderlinge duels» 21:45 uur | Vytautas Andriuškevičius 28' |       | 7' (pen.) Cristiano Ronaldo 62' Cristiano Ronaldo 65' Cristiano Ronaldo 76' Cristiano Ronaldo 90+2' William Carvalho | LFF-stadion, Vilnius Toeschouwers: 5.067 Scheidsrechter: Bas Nijhuis (NED) |

|                                                                       |                                                             |       |           |                                                                                             |
| 11 oktober EK-kwalificatie Groep B № 621 «onderlinge duels» 20:45 uur | Portugal                                                    | 3 – 0 | Luxemburg | Estádio José Alvalade, Lissabon Toeschouwers: 47.308 Scheidsrechter: Daniel Stefański (POL) |
| 11 oktober EK-kwalificatie Groep B № 621 «onderlinge duels» 20:45 uur | Bernardo Silva 16' Cristiano Ronaldo 65' Gonçalo Guedes 89' |       |           | Estádio José Alvalade, Lissabon Toeschouwers: 47.308 Scheidsrechter: Daniel Stefański (POL) |

|                                                                       |                                            |       |                              |                                                                                 |
| 14 oktober EK-kwalificatie Groep B № 622 «onderlinge duels» 20:45 uur | Oekraïne                                   | 2 – 1 | Portugal                     | NSK Olimpiejsky, Kiev Toeschouwers: 65.883 Scheidsrechter: Anthony Taylor (ENG) |
| 14 oktober EK-kwalificatie Groep B № 622 «onderlinge duels» 20:45 uur | Roman Jaremtsjoek 6' Andrij Jarmolenko 27' |       | 72' (pen.) Cristiano Ronaldo | NSK Olimpiejsky, Kiev Toeschouwers: 65.883 Scheidsrechter: Anthony Taylor (ENG) |

|                                                                        | |       |          |                                                                                |
| 14 november EK-kwalificatie Groep B № 623 «onderlinge duels» 20:45 uur | Portugal | 6 – 0 | Litouwen | Estádio Algarve, Loulé Toeschouwers: 18.534 Scheidsrechter: Ruddy Buquet (FRA) |
| 14 november EK-kwalificatie Groep B № 623 «onderlinge duels» 20:45 uur | Cristiano Ronaldo 7' Cristiano Ronaldo 22' Pizzi 52' Gonçalo Paciência 56' Bernardo Silva 63' Cristiano Ronaldo 65' |       |          | Estádio Algarve, Loulé Toeschouwers: 18.534 Scheidsrechter: Ruddy Buquet (FRA) |

|                                                                        |           |                                           |          |                                                                                           |
| 17 november EK-kwalificatie Groep B № 624 «onderlinge duels» 15:00 uur | Luxemburg | 0 – 2                                     | Portugal | Stade Josy Barthel, Luxemburg Toeschouwers: 8.000 Scheidsrechter: Jesús Gil Manzano (ESP) |
| 17 november EK-kwalificatie Groep B № 624 «onderlinge duels» 15:00 uur |           | 39' Bruno Fernandes 86' Cristiano Ronaldo |          | Stade Josy Barthel, Luxemburg Toeschouwers: 8.000 Scheidsrechter: Jesús Gil Manzano (ESP) |

FPF · A-internationals · Selecties · Statistieken · Bondscoaches · Portugees vrouwenelftal · Olympisch elftal · Portugal U21 · Portugal U20 · Portugal U19 · Portugal U18 · Portugal U17 · Vrouwen U17
1921 – 1929 · 
1930 – 1939 · 
1940 – 1949 · 
1950 – 1959 · 
1960 – 1969 · 
1970 – 1979 · 
1980 – 1989 · 
1990 – 1999 · 
2000 – 2009 · 
2010 – 2019 · 
2020 – 2029
EK's: 1984 · 
1996 · 
2000 · 
2004 · 
2008 · 
2012 · 
2016 · 
2020 · 
2024
WK's: 1966 · 
1986 · 
2002 · 
2006 · 
2010 · 
2014 · 
2018 · 
2022
OS: 1928 · 
1996 · 
2004 · 
2016
1921 · 
1922 · 
1923 · 
1924 · 
1925 · 
1926 · 
1927 · 
1928 · 
1929 · 
1930 · 
1931 · 
1932 · 
1933 · 
1934 · 
1935 · 
1936 · 
1937 · 
1938 · 
1939 · 
1940 · 
1942 · 
1943 · 1944 · 
1945 · 
1946 · 
1947 · 
1948 · 
1949 ·
1950 · 
1951 · 
1952 · 
1953 · 
1954 · 
1955 · 
1956 · 
1957 · 
1958 · 
1959 ·
1960 · 
1961 · 
1962 ·
1963 ·
1964 · 
1965 · 
1966 · 
1967 · 
1968 · 
1969 ·
1970 · 
1971 · 
1972 · 
1973 · 
1974 · 
1975 · 
1976 · 
1977 · 
1978 · 
1979 ·
1980 · 
1981 · 
1982 · 
1983 · 
1984 · 
1985 · 
1986 · 
1987 · 
1988 · 
1989 · 
1990 · 
1991 ·
1992 · 
1993 · 
1994 · 
1995 · 
1996 · 
1997 · 
1998 · 
1999 · 
2000 · 
2001 · 
2002 · 
2003 · 
2004 · 
2005 · 
2006 · 
2007 · 
2008 · 
2009 · 
2010 · 
2011 · 
2012 · 
2013 ·
2014 ·
2015 ·
2016 ·
2017 ·
2018 ·
2019 ·
2020 ·
2021 ·
2022
Albanië ·
Algerije ·
Andorra ·
Angola ·
Argentinië ·
Armenië ·
Azerbeidzjan ·
België ·
Bolivia ·
Bosnië-Herzegovina ·
Brazilië ·
Bulgarije ·
Canada ·
Chili ·
China ·
Cyprus ·
DDR ·
Denemarken ·
Duitsland ·
Ecuador ·
Egypte ·
Engeland ·
Estland ·
Faeröer ·
Finland ·
Frankrijk ·
Gabon ·
Georgië ·
Ghana ·
Gibraltar ·
Griekenland ·
Hongarije ·
Ierland ·
IJsland ·
Iran ·
Israël ·
Italië ·
Ivoorkust ·
Joegoslavië ·
Kaapverdië ·
Kameroen ·
Kazachstan ·
Koeweit ·
Kroatië ·
Letland ·
Liechtenstein ·
Litouwen ·
Luxemburg ·
Malta ·
Marokko ·
Mexico ·
Moldavië ·
Mozambique ·
Nederland ·
Nieuw-Zeeland ·
Nigeria ·
Noord-Ierland ·
Noord-Korea ·
Noord-Macedonië ·
Noorwegen ·
Oekraïne ·
Oostenrijk ·
Panama ·
Paraguay ·
Polen ·
Qatar ·
Roemenië ·
Rusland ·
Saoedi-Arabië ·
Schotland ·
Servië ·
Slovenië ·
Slowakije ·
Sovjet-Unie ·
Spanje ·
Tsjechië ·
Tsjecho-Slowakije ·
Tunesië ·
Turkije ·
Uruguay ·
Verenigde Staten ·
Wales ·
Zuid-Afrika ·
Zuid-Korea ·
Zweden ·
Zwitserland
Angola (2006) ·
België (2021) ·
Brazilië (2010) · 
Denemarken (2012) ·
Duitsland (2006) ·
Duitsland (2008) ·
Duitsland (2012) ·
Duitsland (2014) ·
Duitsland (2021) ·
Engeland (2000) ·
Engeland (2006) ·
Frankrijk (2006) ·
Frankrijk (2016) ·
Frankrijk (2021)  ·
Ghana (2014) ·
Griekenland (2004, 2) · 
Hongarije (2021) · 
IJsland (2016) · 
Iran (2006) ·
Iran (2018) ·
Marokko (2018) ·
Marokko (2022) ·
Mexico (2006) ·
Nederland (2006) ·
Nederland (2012) ·
Oostenrijk (2016) · 
Spanje (2012) · 
Spanje (2018) ·
Tsjechië (2008) ·
Tsjechië (2012) · 
Turkije (2008) ·
Verenigde Staten (2014) ·
Uruguay (2018) ·
Zuid-Korea (2022) · 
Zwitserland (2008) · 
Zwitserland (2022)
AFC-zone: Afghanistan · Australië · Bahrein · Bangladesh · Bhutan · Brunei · Cambodja · China · Chinees Taipei · Filipijnen · Guam · Hongkong · India · Indonesië · Iran · Irak · Japan · Jemen · Jordanië · Koeweit · Kirgizië · Laos · Libanon · Macau · Maleisië · Maldiven · Mongolië · Myanmar · Nepal · Noord-Korea · Oezbekistan · Oman · Oost-Timor · Pakistan · Palestina · Qatar · Saoedi-Arabië · Singapore · Sri Lanka · Syrië · Tadjikistan · Thailand · Turkmenistan · Verenigde Arabische Emiraten · Vietnam · Zuid-Korea

CAF-zone: Algerije · Angola · Benin · Botswana · Burkina Faso · Burundi · Centraal-Afrikaanse Republiek · Comoren · Congo-Brazzaville · Congo-Kinshasa · Djibouti · Egypte · Equatoriaal-Guinea · Eritrea · Ethiopië · Gabon · Gambia · Ghana · Guinee · Guinee-Bissau · Ivoorkust · Kaapverdië · Kameroen · Kenia · Lesotho · Liberia · Libië · Madagaskar · Malawi · Mali · Mauritanië · Mauritius · Marokko · Mozambique · Namibië · Niger · Nigeria · Oeganda · Rwanda · Sao Tomé en Principe · Senegal · Seychellen · Sierra Leone · Soedan · Somalië · Swaziland · Tanzania · Togo · Tsjaad · Tunesië · Zambia · Zimbabwe · Zuid-Afrika · Zuid-Soedan 

CONCACAF-zone: Amerikaanse Maagdeneilanden · Anguilla · Antigua en Barbuda · Aruba · Bahama's · Barbados · Belize · Bermuda · Britse Maagdeneilanden · Canada · Kaaimaneilanden · Costa Rica · Cuba · Curaçao · Dominica · Dominicaanse Republiek · El Salvador · Frans Guyana · Grenada · Guadeloupe · Guatemala · Guyana · Haïti · Honduras · Jamaica · Martinique · Mexico · Montserrat · 
Nicaragua · Panama · Puerto Rico · Saint Kitts en Nevis · Saint Lucia · Saint Vincent en de Grenadines · Sint Maarten · Suriname · Trinidad en Tobago · Turks- en Caicoseilanden · Verenigde Staten

CONMEBOL-zone: Argentinië · Bolivia · Brazilië · Chili · Colombia · Ecuador · Paraguay · Peru · Uruguay · Venezuela

OFC-zone: Amerikaans-Samoa · Cookeilanden · Fiji · Nieuw-Caledonië · Nieuw-Zeeland · Papoea-Nieuw-Guinea · Samoa · Salomoneilanden · Tahiti · Tonga · Vanuatu

UEFA-zone: Albanië · Andorra · Armenië · Azerbeidzjan · België · Bosnië en Herzegovina · Bulgarije · Cyprus · Denemarken · Duitsland · Engeland · Estland · Faeröer · Finland · Frankrijk · Georgië · Gibraltar · Griekenland · Hongarije · IJsland · Ierland · Israël · Italië · Kazachstan · Kosovo · Kroatië · Letland · Liechtenstein · Litouwen · Luxemburg · Macedonië · Malta · Moldavië · Montenegro · Nederland · Noord-Ierland · Noorwegen · Oekraïne · Oostenrijk · Polen · Portugal · Roemenië · Rusland · San Marino · Schotland · Servië · Slovenië · Slowakije · Spanje · Tsjechië · Turkije · Wales · Wit-Rusland · Zweden · Zwitserland